# 에어로프레스

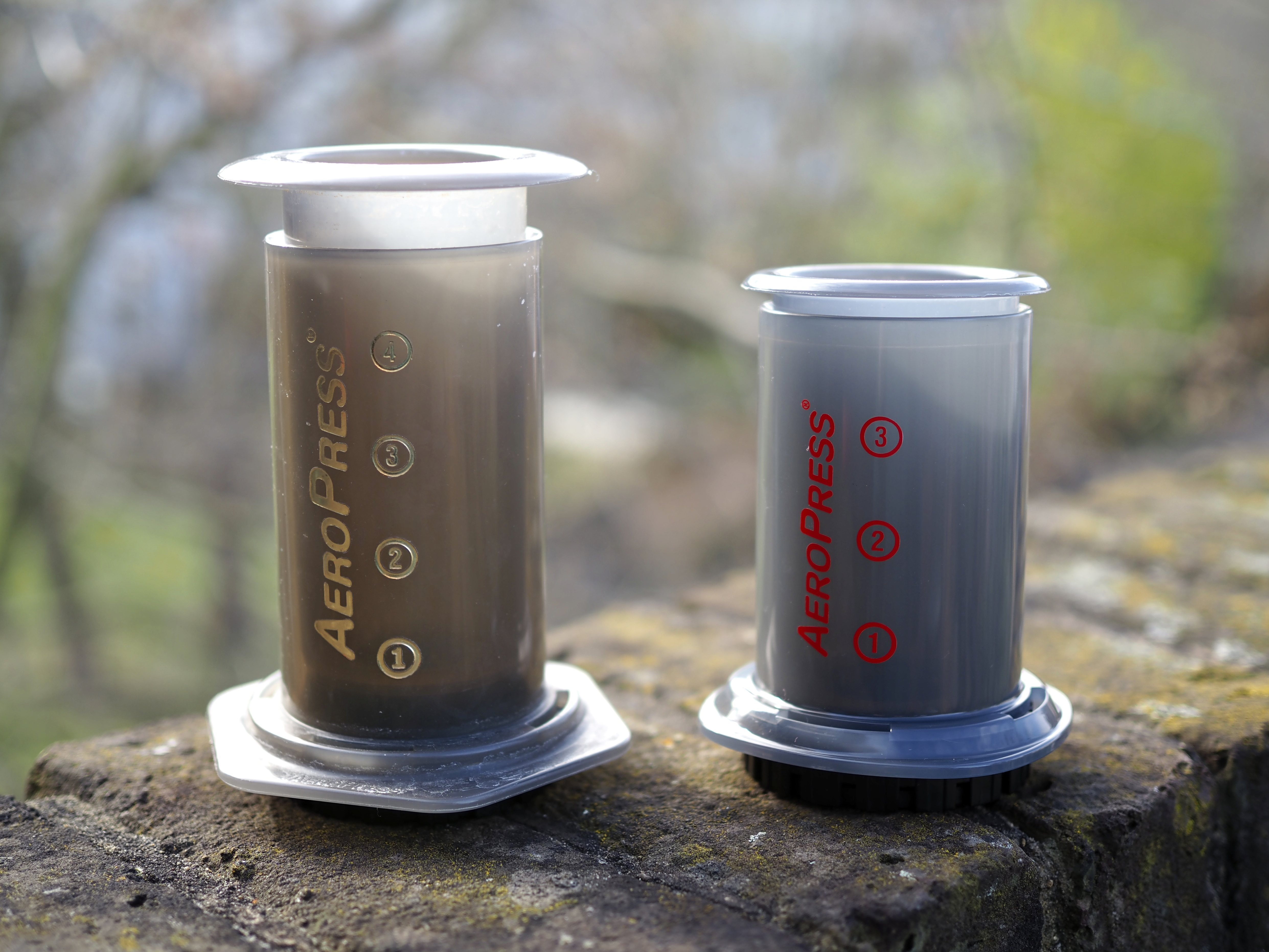
에어로프레스(왼쪽)와 에어로프레스 고(AeroPress Go, 오른쪽)

에어로프레스(AeroPress)는 에어로프레스사(AeroPress, Inc.)의 창립자인 앨런 애들러(Alan Adler)가 발명한 수동 커피메이커이다. 이 커피메이커는 원통형 챔버와 주사기와 유사한 밀폐된 실리콘 씰이 있는 플런저로 구성된다. 분쇄된 커피 원두와 물이 내부에 스며든 다음 챔버를 통해 플런저를 눌러 필터를 통과하게 한다. 제조업체가 "에스프레소 스타일"이라고 설명하는 고농축 커피를 추출할 수 있지만 필터 강도 커피 또는 콜드 브루 커피를 추출하는 데에도 사용할 수 있다.

## 역사와 디자인

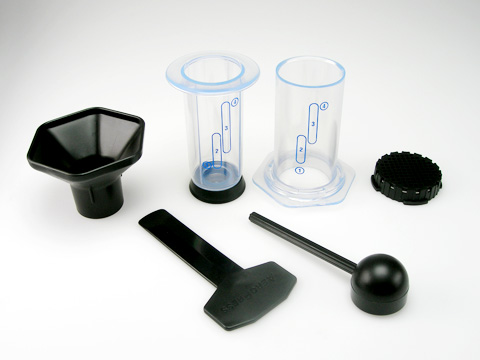
오리지널 에어로프레스는 액세서리와 함께 투명 플라스틱으로 제작되었다. 새로운 에어로프레스 클리어(AeroPress Clear) 제품과 구별된다.

에어로프레스는 은퇴한 스탠포드 공학 강사 앨런 애들러가 발명했다. 아들러는 매일 마시는 커피의 산미와 쓴맛을 줄이기 위해 2004년부터 브루어 개발을 시작했다. 아들러는 에스프레소 머신, 푸어오버 브루어, 프렌치 프레스 등을 사용해 브루잉을 시도해 보았지만, 브루어마다 브루잉 시간, 수온, 분쇄도 등 매개변수를 제한적으로 제어하는 데 불만을 표시했다. 그는 처음으로 자신의 차고에서 에어로프레스의 프로토타입을 제작하기 시작했다.
브루어는 반투명 원통형 챔버와 주사기와 유사한 밀폐된 실리콘 씰이 있는 플런저로 구성된다. 작은 원형 종이 필터를 제자리에 고정하기 위해 필터 캡이 끝에 나사로 고정되어 있다. 분쇄 커피를 담기 위한 스쿠프와 깔때기, 교반 패들, 토트백, 포함된 350개의 여과지를 보관하기 위한 플라스틱 홀더 등 여러 액세서리가 번들로 제공된다. 금속 필터는 에어로프레스에서 추가 구매로 직접 구매할 수 있다.
챔버와 플런저는 회색 색상의 반투명 플라스틱으로 성형되었다. 초기 에어로프레스 모델은 폴리카보네이트를 사용했지만 2009년에 BPA가 없는 코폴리에스터로 전환한 후 2014년에 폴리프로필렌으로 전환했다. 회사는 실험실 테스트에서 이러한 초기 모델에서 추출된 커피로 BPA가 침출되지 않았다고 주장한다. 글자의 색상이 여러 번 변경되었지만 양조장의 디자인은 이러한 버전 간에 변경되지 않았다.
2019년에 에어로프레스사는 챔버 용량이 줄어들고 액세서리가 더 작아졌으며 뚜껑이 있는 머그를 갖춘 여행용 크기 모델인 에어로프레스 고를 출시했다. 2023년에 에어로프레스사는 에어로프레스 클리어를 출시했다. 트라이탄이라는 신소재로 제작되었으며, 계량스푼과 젓는 막대, 종이 필터 100개만 포함되어 있다.
2021년에는 캐나다 지주회사인 타이니 캐피털(Tiny Capital)로부터 투자를 받았다.

## 반응

### 출시
이 장치는 2005년 11월 시애틀에서 열린 커피페스트(CoffeeFest) 무역 박람회에서 공식적으로 공개되었다. 출시 후 몇 년 동안, 커피 애호가들 사이에서 많은 추종자를 얻었으며, 이들은 브루잉의 유연성과 일관성을 높이 평가했다.

### 월드 에어로프레스 챔피언십
월드 에어로프레스 챔피언십(World AeroPress Championship)은 팬이 주도하는 국제 에어로프레스 양조 대회이다. 이 이벤트는 참가자들이 5분간 커피를 끓일 수 있는 멀티 라운드 엘리미네이션 토너먼트이다. 2008년 노르웨이 오슬로에서 단 3명의 경쟁자로 처음 개최되었지만 이후 매년 인기가 높아졌다. 2018년 대회에는 61개국에서 3,157명의 참가자가 참가했다. 2020년 챔피언십은 코로나19 팬데믹으로 인해 취소됐다. 챔피언십은 2021년에 재개되었으며, 참가자들이 원격으로 레시피를 만들고 제출하는 오프라인 이벤트와 새로운 온라인 형식을 모두 갖추고 있다.

## 작동 방식

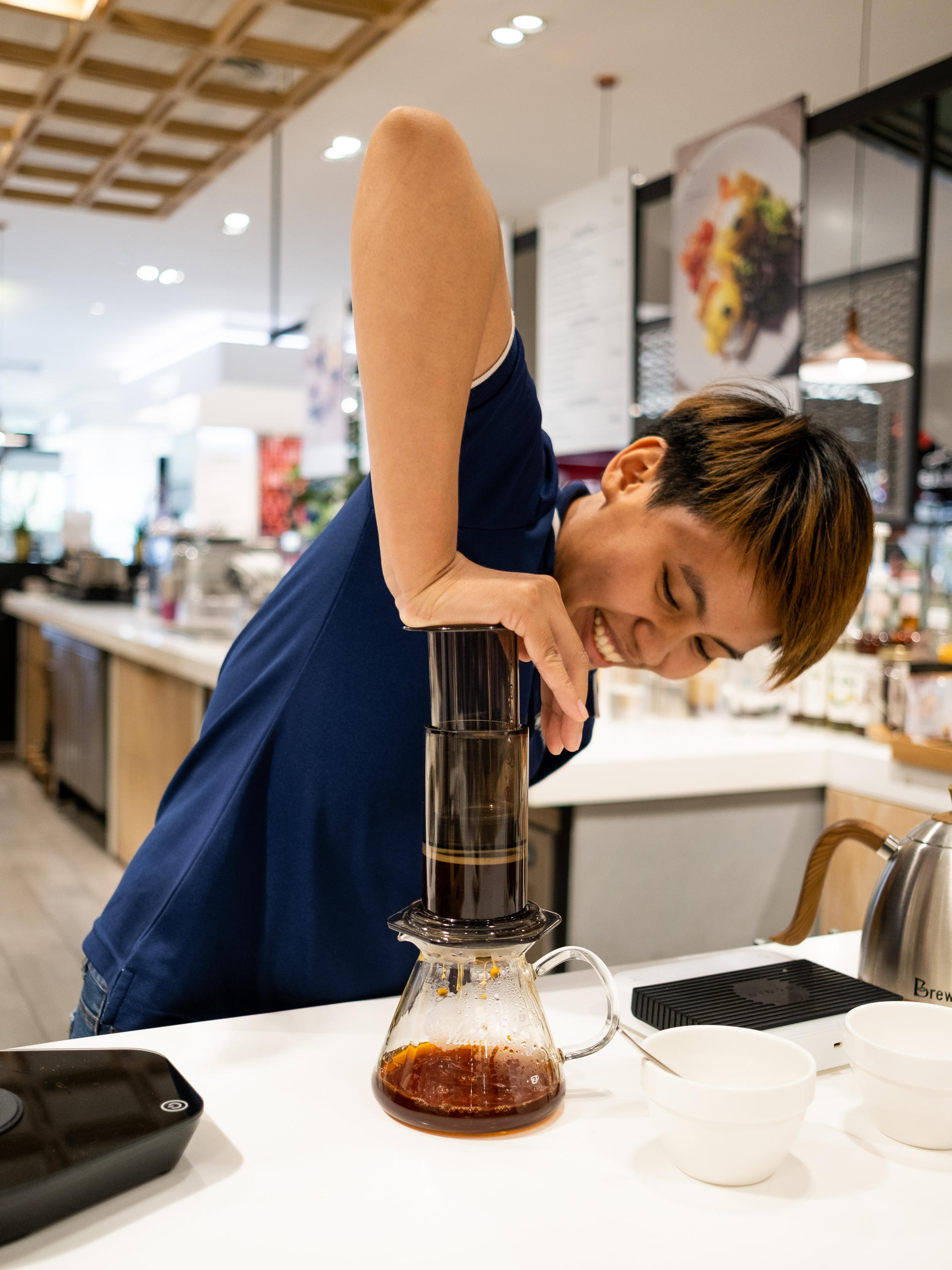
에어로프레스로 커피 한 잔 끓이기

### 전통적인 방식

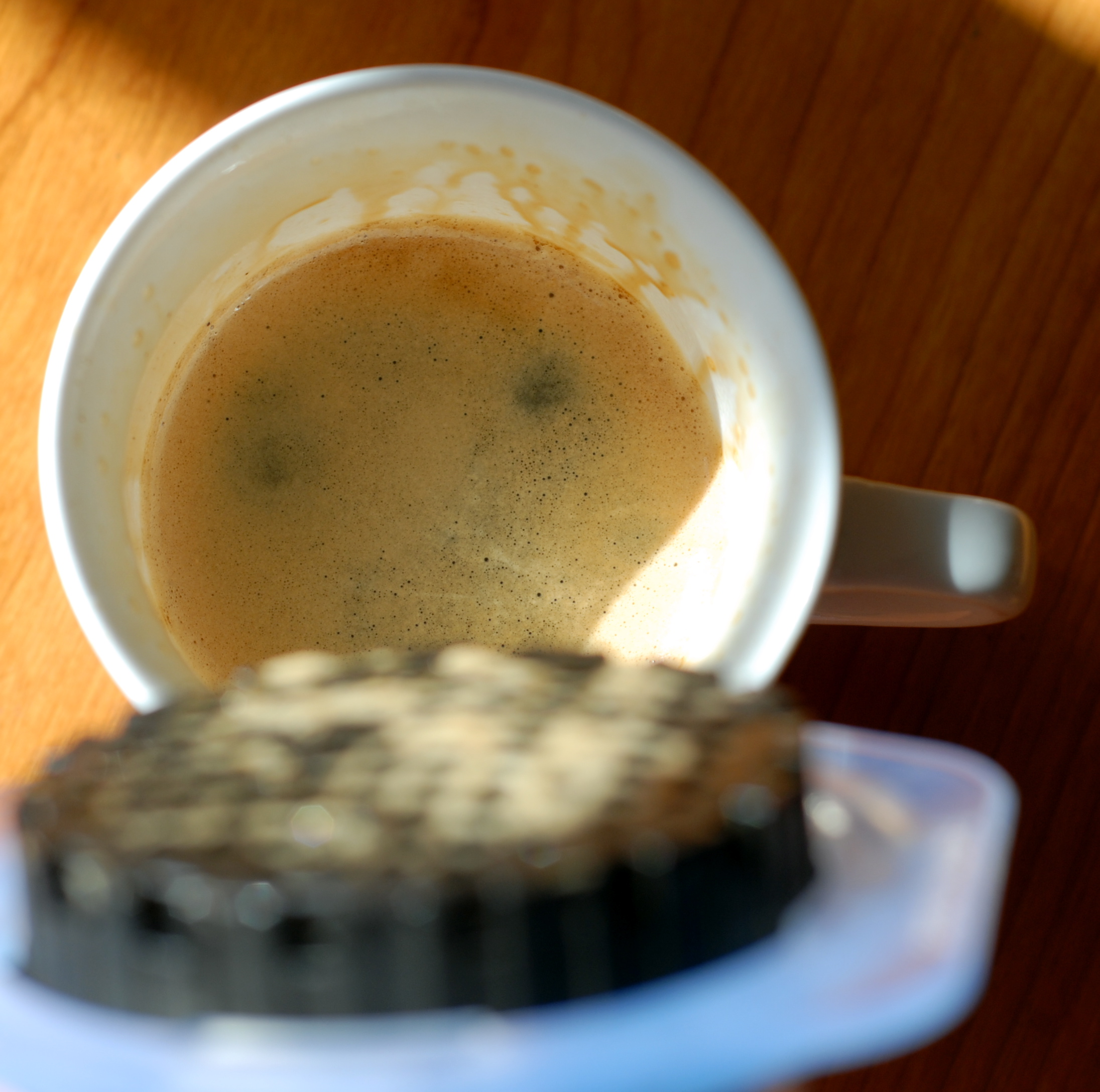
에어로프레스로 만들어진 신선한 커피

지침에 따라 잘게 분쇄된 커피를 종이 마이크로필터 위에 있는 더 큰 실린더 바닥에 놓는다. 다크 로스팅 커피의 경우 약 85 °C(185 °F), 라이트 로스팅의 경우 약 79 °C(175 °F)의 뜨거운 물을 커피 위에 붓는다. 이 혼합물은 플런저를 아래로 밀어 마이크로 필터를 통과하기 전에 약 10초 동안 교반된다. 전 세계의 다양한 커피 대회(세계 바리스타 챔피언십, 브루어스 컵)에서 커피는 '필터 분쇄'보다 약간 더 곱게 분쇄되는 경우가 더 많으며, 복용량은 14~20g(0.49~0.71oz)이고 약 200~230g이다. 80~92 °C(176~198 °F)의 물을 ml(7.0~8.1 imp fl oz, 6.8~7.8 US fl oz), 담그는 시간은 30~60초이다.

### 역추출 방식
바리스타와 커피 애호가들은 역추출 기술을 사용하는 에어로프레스를 사용하여 추출하는 방법도 개발했다.
거꾸로 된 양조에서는 플런저가 처음부터 컬럼의 "상단"에 가까운 컬럼에 배치되고 전체 에어로프레스는 거꾸로 세워져 플런저 상단에 놓이다. 분쇄된 커피 한두 스쿱을 넣고 물을 첨가한 다음 전체 혼합물을 저어준다. 추출하는 동안 필터를 필터 캡에 넣고 적셔 제자리에 고정되도록 한 다음 에어로프레스 캡을 컬럼 상단에 놓고 나사로 고정한다. 마지막으로, 원하는 양조 시간이 끝나면 에어로프레스를 오른쪽 위로 돌려 정상적으로 떨어지거나 비스듬히 잡고 수평으로 떨어진다.
이 방법은 프렌치 프레스와 더 유사하며, 특히 찌꺼기와 물이 함께 앉아 추출 시간이 길어진다. 이는 프렌치 프레스에서 사용할 수 있는 거친 분쇄물과 같이 공식적인 방법에서는 최적이 아닌 분쇄물을 사용하는 데 유용하다.

## 전통적인 방식의 커피 특성
- 드립 커피보다 pH가 높아서 산도가 낮다.
- 총 추출 시간 30초

## 다른 침지 추출 방식과의 대조
에어로프레스는 잘게 분쇄된 원두를 사용하고 추출 시간이 30초로 짧으며 에스프레소와 마찬가지로 압력을 이용해 풍미를 추출한다. 프렌치 프레스(cafetière)는 훨씬 더 거친 분쇄기를 사용하며 추출 시간은 4~5분으로 훨씬 더 길다. 금속필터를 사용하여 압력을 가하지 않고 커피를 추출한다. 사이펀 브루는 중간 미세 분쇄를 사용하며 압력 없이 천 필터를 사용하여 브루잉 시간이 90초이다. 에스프레소는 아주 미세하게 분쇄된 커피를 통해 고온의 물을 매우 높은 압력으로 흐르게 한다. 에어로프레스와 달리 사용자가 플런저를 누르는 대신 물이 기계적으로 강제로 통과된다.
에어로프레스에는 타사의 재사용 가능한 금속 메쉬 필터를 사용할 수 있지만 에어로프레스는 종이 필터로 만든 커피가 맛이 더 좋다는 이유로 권장하지 않는다.